# Rob Menendez

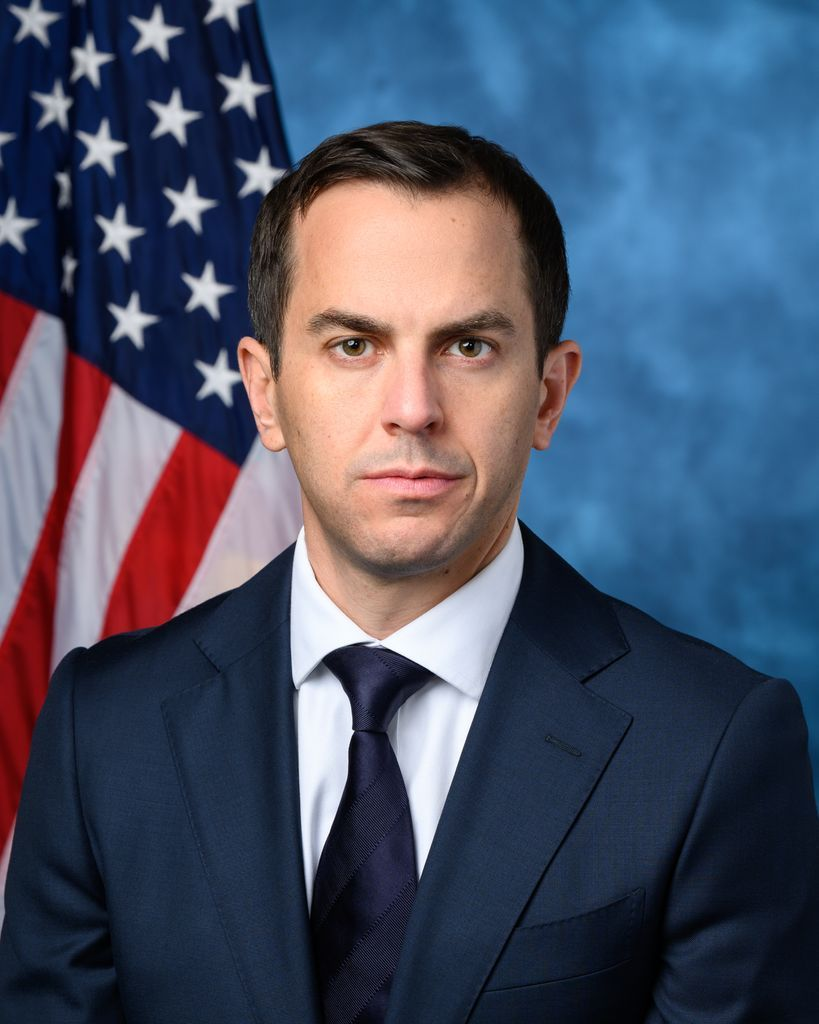
Rob Menendez (2023)

Robert „Rob“ Jacobsen Menendez Jr. (* 12. Juli 1985 in Englewood, New Jersey) ist ein US-amerikanischer Politiker der Demokratischen Partei. Seit 3. Januar 2023 vertritt er den 8. Kongresswahlbezirk von New Jersey im US-Repräsentantenhaus.
Er ist der Sohn des ehemaligen US-Senators von New Jersey, Bob Menendez.

## Leben und Werdegang
Menendez wuchs als Nachfahre kubanischer Exilanten in Union City, New Jersey auf. Sein Vater ist der Politiker Bob Menendez, der von 1993 bis 2006 New Jersey im US-Repräsentantenhaus vertrat und seit Januar 2006 einer von zwei US-Senatoren des Bundesstaats ist.
Rob Menendez absolvierte bis 2008 ein Studium der Politikwissenschaft an der University of North Carolina at Chapel Hill, welches er mit einem Bachelor-Grad abschloss. Anschließend besuchte er bis 2011 die Law School der Rutgers University, wo er einen Juris Doctor erwarb. Nach erfolgreichem Anwaltsexamen war er bis zu seiner Wahl in den Kongress für eine private Anwaltskanzlei tätig und beriet hauptsächlich Kunden aus dem Finanz- und Technologiesektor.
Im April 2021 berief ihn New Jerseys Gouverneur Phil Murphy in das 12-köpfige Direktorat (Commissioner) der Port Authority of New York and New Jersey. Seine Ernennung wurde vom Senat von New Jersey einstimmig bestätigt. , Bei der gemeinsamen Hafenbehörde der Bundesstaaten New York und New Jersey stand er unter anderem dem Verwaltungs- und Ethikausschuss vor und war Teil des Budgetkomitees. Am 2. Januar – kurz vor seiner Vereidigung als Abgeordneter – trat er von diesem Amt zurück.
Menendez ist verheiratet und lebt mit seiner Frau und den gemeinsamen zwei Kindern in Jersey City.

## US-Repräsentantenhaus

### Wahl
Bei den Kongresswahlen 2022 bewarb sich Menendez um den Sitz im 8. Kongresswahlbezirk New Jerseys, nachdem Amtsinhaber Albio Sires auf eine Wiederwahl verzichtet hatte. Dabei handelt es sich um den gleichen Bezirk, den Menendez' Vater Bob 13 Jahre lang innegehabt hatte. In der parteiinternen Vorwahl der Demokratischen Partei setzte er sich gegen zwei weitere Kandidaten mit 84 % der Stimmen klar durch. Die Hauptwahl am 8. November konnte er mit 72 % der Stimmen ebenfalls klar für sich entscheiden. Sein Wahlkreis erstreckt sich am westlichen Ufer des Hudson Rivers und gilt aufgrund seiner überwiegend hispanoamerikanischen und städtischen Prägung als sichere Hochburg der Demokraten.
Aufgrund der Kontroversen um das erneute Korruptionsverfahren gegen seinen Vater, US-Senator Bob Menendez, sah sich Rob Menendez vor den Kongresswahlen 2024 einem starken Vorwahlherausforderer gegenüber, dem Bürgermeister von Hoboken, Ravi Bhalla. Letztlich konnte sich Menendez mit 52 % erneut durchsetzen und wurde für eine weitere Amtszeit nominiert. In der Hauptwahl setzte sich Menendez mit 59,2 % gegen den Republikaner Anthony Valdes und einen unabhängigen Kandidaten durch. Seine derzeitige Legislaturperiode im 119. Kongress der Vereinigten Staaten dauert bis zum 3. Januar 2027.

### Amtszeit
Im 118. Kongress wurde er von den neugewählten Demokratischen Abgeordneten (freshmen) zum Vertreter dieser Kohorte in den Steuerungsausschuss (House Democratic Steering and Policy Committee) gewählt. Dieser einflussreiche Ausschuss bestimmt unter anderem die Entsendung der einzelnen Abgeordneten in die jeweiligen Parlamentsausschüsse und setzt gemeinsam mit der Fraktionsführung die Prioritäten der gesetzgeberischen Agenda. Da Menendez die gleiche Anzahl an Stimmen wie seine Mitbewerberin Hillary Scholten erhielt, über er diese Funktion in der ersten Hälfte der Legislaturperiode aus und übergab 2024 an Scholten.
Darüber hinaus sitzt Menendez in folgenden Ausschüssen und Unterausschüssen (in kursiv):
- United States House Committee on Transportation and Infrastructure (Verkehrsausschuss)
  - Schnellstraßen und Transit
  - Eisenbahnen, Pipelines und gefährliche Materialien
  - Luftfahrt
- United States House Committee on Homeland Security (Ausschuss für innere Sicherheit)
  - Cybersicherheit